# Nationalparker i Thailand
Nationalparker i Thailand (thai: อุทยานแห่งชาติ ทาง บก) definieras som ett område på minst tio kvadratkilometer som innehåller naturresurser av ekologisk betydelse eller unika skönhet, eller flora och fauna av särskild betydelse. För närvarande finns det 102 nationalparker (inklusive 21 marina nationalparker, อุทยานแห่งชาติ ทาง ทะเล). Ofta kallas "skogsparker" (วนอุทยาน ใน) felaktigt för nationalparker, dessa är dock sämre skyddade och omfattas av den regionala myndigheten. Parkerna administreras av National Park, Wildlife and Plant Conservation Department (DNP), som är den del av Ministry of Natural Resources and Environment (MONRE).  

## Norra regionen

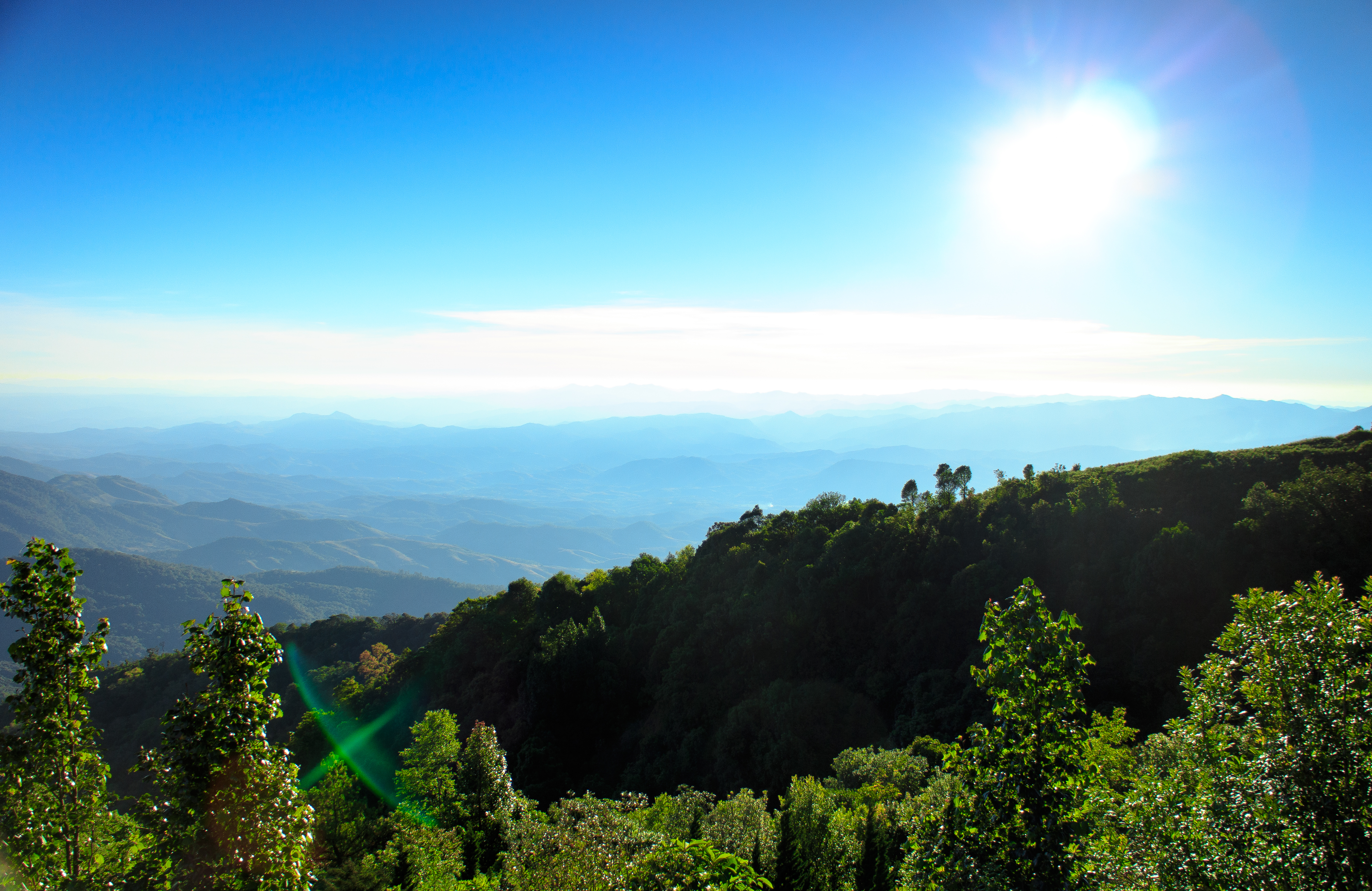
Doi Inthanon nationalpark

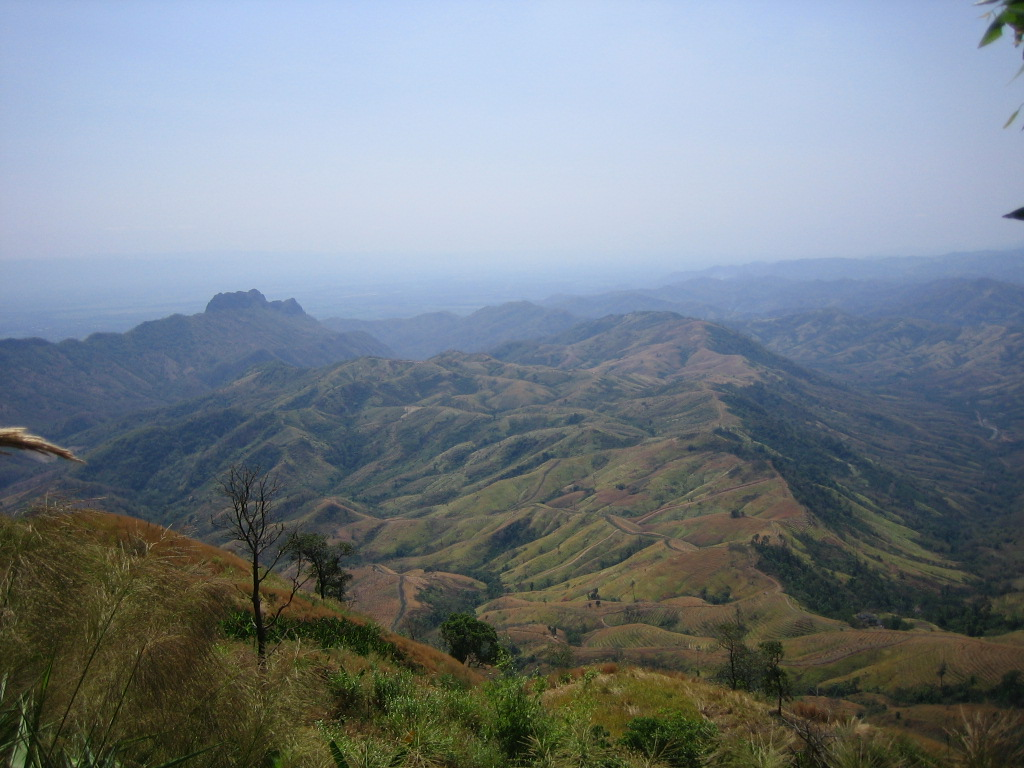
Phu Hin Rong Kla nationalpark

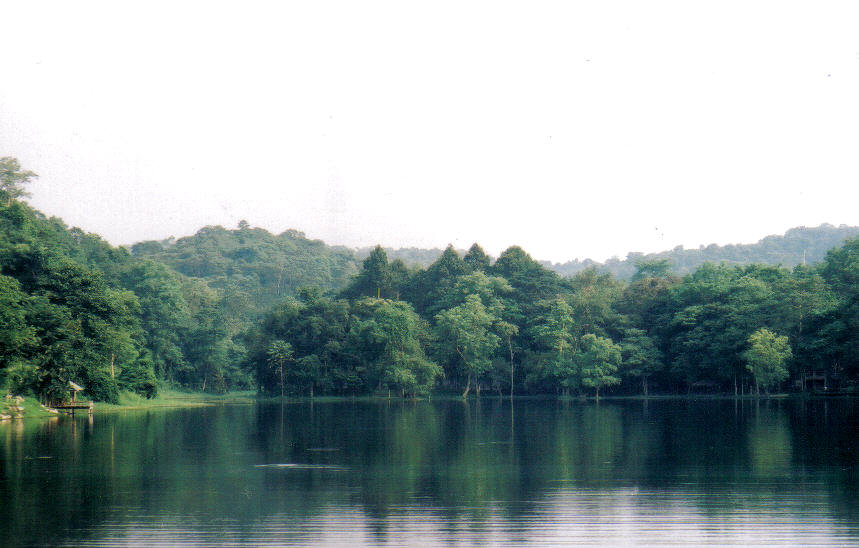
Phra Phuttha Chai nationalpark, Saraburi

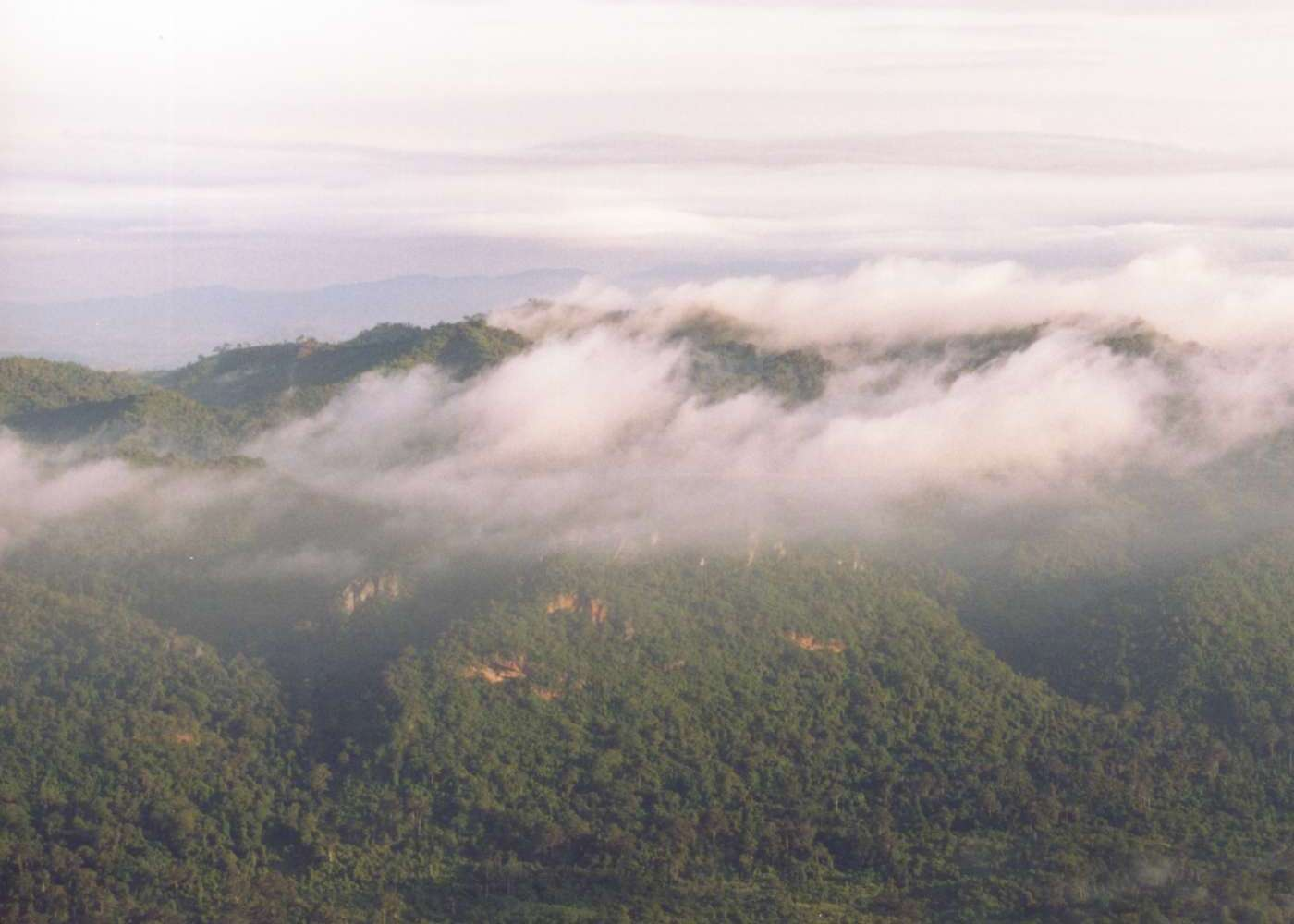
Pa Hin Ngam nationalpark

| Namn                | Provins                      | Yta (km²) | Etablerad |
| ------------------- | ---------------------------- | --------- | --------- |
| Thung Salaeng Luang | Phitsanulok, Phetchabun      | 1 262,4   |           |
| Nam Nao             | Phetchabun                   | 966       |           |
| Doi Inthanon        | Chiang Mai                   | 482,4     | 1954      |
| Doi Khuntan         | Lamphun, Lampang             | 255,29    |           |
| Lan Sang            | Tak                          | 104       |           |
| Ramkhamhaeng        | Sukhothai                    | 341       | 1980      |
| Doi Suthep-Pui      | Chiang Mai                   | 261,06    |           |
| Si Satchanalai      | Sukhothai                    | 213,2     | 1981      |
| Mae Ping            | Lamphun, Tak, Chiang Mai     | 1 003,75  |           |
| Wiang Kosai         | Phrae, Lampang               | 410       |           |
| Namtok Mae Surin    | Mae Hong Son                 | 396,6     |           |
| Taksin Maharat      | Tak                          | 149       |           |
| Khlong Lan          | Kamphaeng Phet               | 300       | 1985      |
| Phu Hin Rong Kla    | Phitsanulok, Loei            | 307       | 1984      |
| Mae Yom             | Phrae                        | 454,75    |           |
| Mae Wong            | Kamphaeng Phet, Nakhon Sawan | 894       | 1987      |
| Namtok Chat Trakan  | Phitsanulok                  | 543       |           |
| Kaeng Chet Khwae    | Phitsanulok                  |           |           |
| Chae Son            | Lampang                      | 768       |           |
| Sri Lanna           | Chiang Mai                   | 1 406     |           |
| Doi Luang           | Chiang Rai, Phayao, Lampang  | 1 170     |           |
| Khlong Wang Chao    | Kamphaeng Phet, Tak          | 747       |           |
| Aob Luang           | Chiang Rai                   | 553       |           |
| Sa La Win           | Mae Hong Son                 | 721,52    |           |
| Khun Chae           | Chiang Rai                   | 270       |           |
| Huay Nam Dang       | Chiang Mai                   | 1 252,12  |           |
| Lam Nam Nan         | Phrae, Uttaradit             | 999,15    |           |
| Yab Mog             | Phetchabun                   | 290       |           |
| Mae Moei            | Tak                          | 185,28    |           |
| Doi Phu kha         | Nan                          | 1 704     |           |
| Mae Phang           | Chiang Mai                   | 524       |           |
| Phu Zang            | Chiang Rai, Phayao           | 284,88    |           |
| Chiang Dao          | Chiang Mai                   | 1 154,92  | 2000      |
| Mae Wa              | Lampang, Tak                 | 587       |           |
| Mae Puem            | Chiang Rai, Phayao           | 350,948   |           |

## Nordöstra regionen

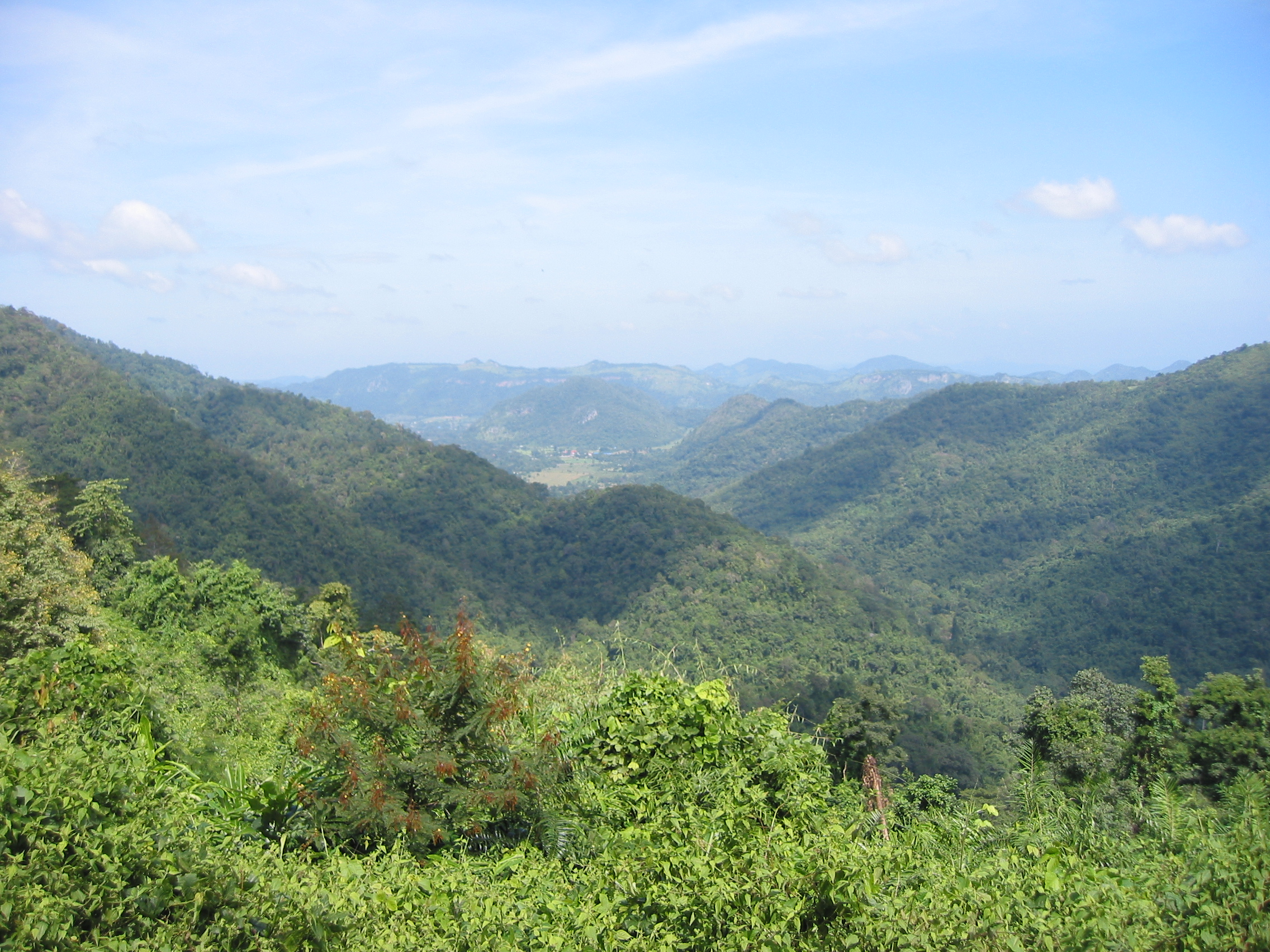
Khao Yai nationalpark

| Namn                 | Provins                                   | Yta (km²) | Etablerad |
| -------------------- | ----------------------------------------- | --------- | --------- |
| Khao Yai             | Nakhon Ratchasima, Saraburi, Prachin Buri | 2 168,635 | 1962      |
| Phu Kradung          | Loei                                      | 348,12    |           |
| Phu Phan             | Sakon Nakhon, Kalasin                     | 664,70    |           |
| Phu Ruea             | Loei                                      | 120,84    |           |
| Tat Ton              | Chaiyaphum                                | 217,18    |           |
| Kaeng Tana           | Ubon Ratchathani                          | 80        |           |
| Thab Lan             | Nakhon Ratchasima, Prachin Buri           | 2 235,80  |           |
| Phu Kao-Phu Phan Kam | Khon Kaen                                 | 322       |           |
| Phu Chong-Na Yoi     | Ubon Ratchathani                          | 686       |           |
| Huay Huat            | Nakhon Phanom, Sakon Nakhon, Mukdahan     | 828,56    |           |
| Mukdahan             | Mukdahan                                  | 48,5      |           |
| Phu wiang            | Khon Kaen                                 | 325       |           |
| Phu Pha Man          | Loei, Khon Kaen                           | 340       |           |
| Pha Tam              | Ubon Ratchathani                          | 350       |           |
| Phu Sa Dok Bua       | Ubon Ratchathani, Yasothon, Mukdahan      | 231       |           |
| Sai Thong            | Chaiyaphum                                | 319       |           |
| Na Haew              | Loei                                      | 117,16    |           |
| Ta Pha Ya            | Sa Kaeo, Buriram                          | 594       |           |
| Khao Pravihan        | Ubon Ratchathani, Sisaket                 | 130       |           |
| Nam Phong            | Khon Kaen, Chaiyaphum                     | 197       |           |

## Centrala regionen

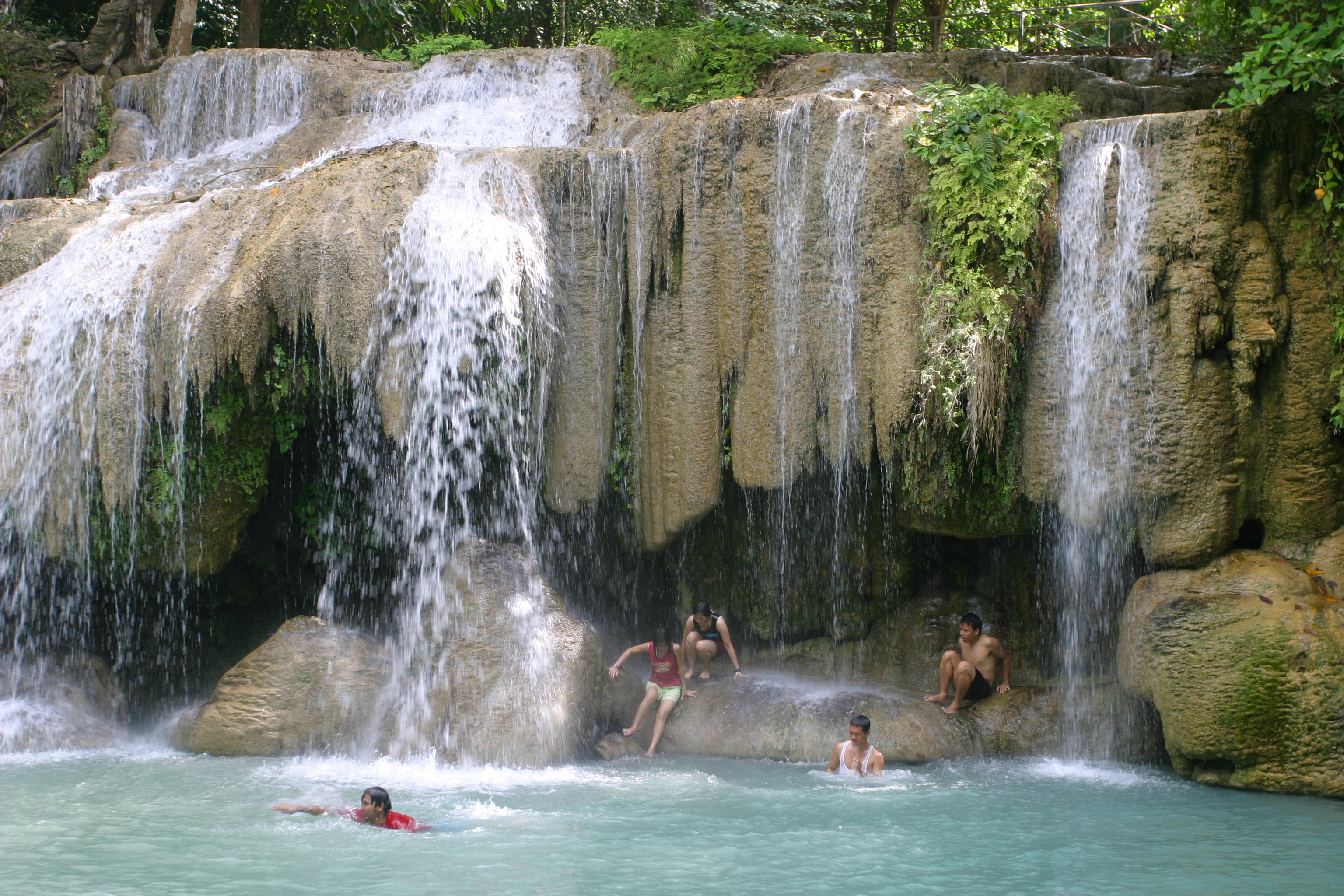
Erawan nationalpark

| Namn                 | Provins                          | Yta (km²) | Etablerad |
| -------------------- | -------------------------------- | --------- | --------- |
| Nam Tok Phlew        | Chanthaburi                      | 134,5     |           |
| Erawan               | Kanchanaburi                     | 549,98    |           |
| Khao Chamo-Khao Wong | Rayong, Chanthaburi              | 83,68     |           |
| Khao Khitchakut      | Chanthaburi                      | 58,310    |           |
| Chaloem Rattanakosin | Kanchanaburi                     | 59        |           |
| Sai Yok              | Kanchanaburi                     | 500       |           |
| Pra Budda Chai       | Saraburi                         | 44,57     |           |
| Kaeng Krachan        | Phetchaburi, Prachuap Khiri Khan | 2 914,70  |           |
| Khuean Sri Nakarin   | Kanchanaburi                     | 1 532     |           |
| Pang Sida            | Sa Kaeo, Prachin Buri            | 844       |           |
| Khao Laem            | Kanchanaburi                     | 1 497     |           |
| Phu Toei             | Suphanburi                       | 317,48    |           |
| Kuiburi              | Prachuap Khiri Khan              | 969       |           |
| Nam Tok Huay Yang    | Prachuap Khiri Khan              | 161       | T         |

## Södra regionen

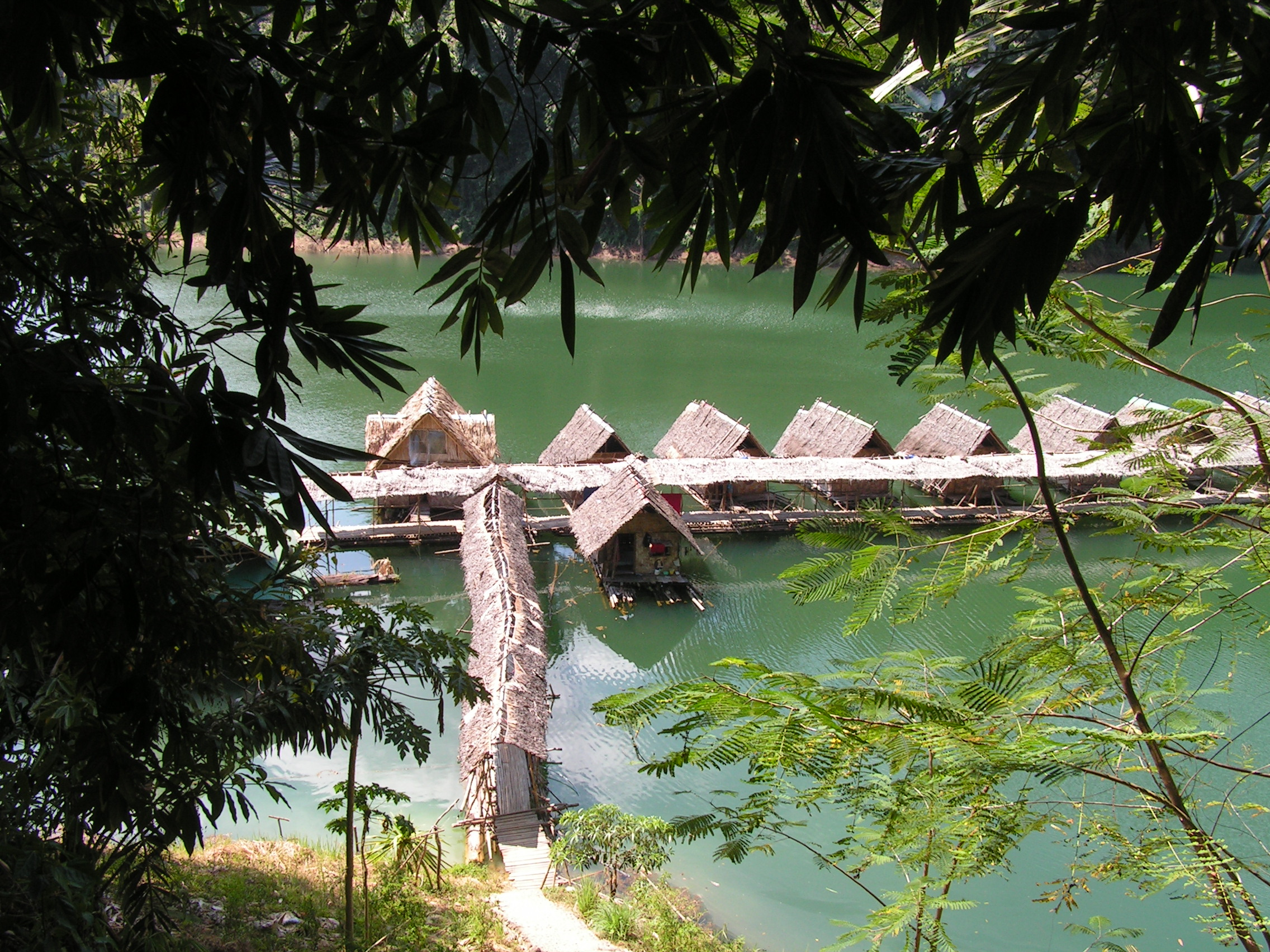
Khao Sok nationalpark

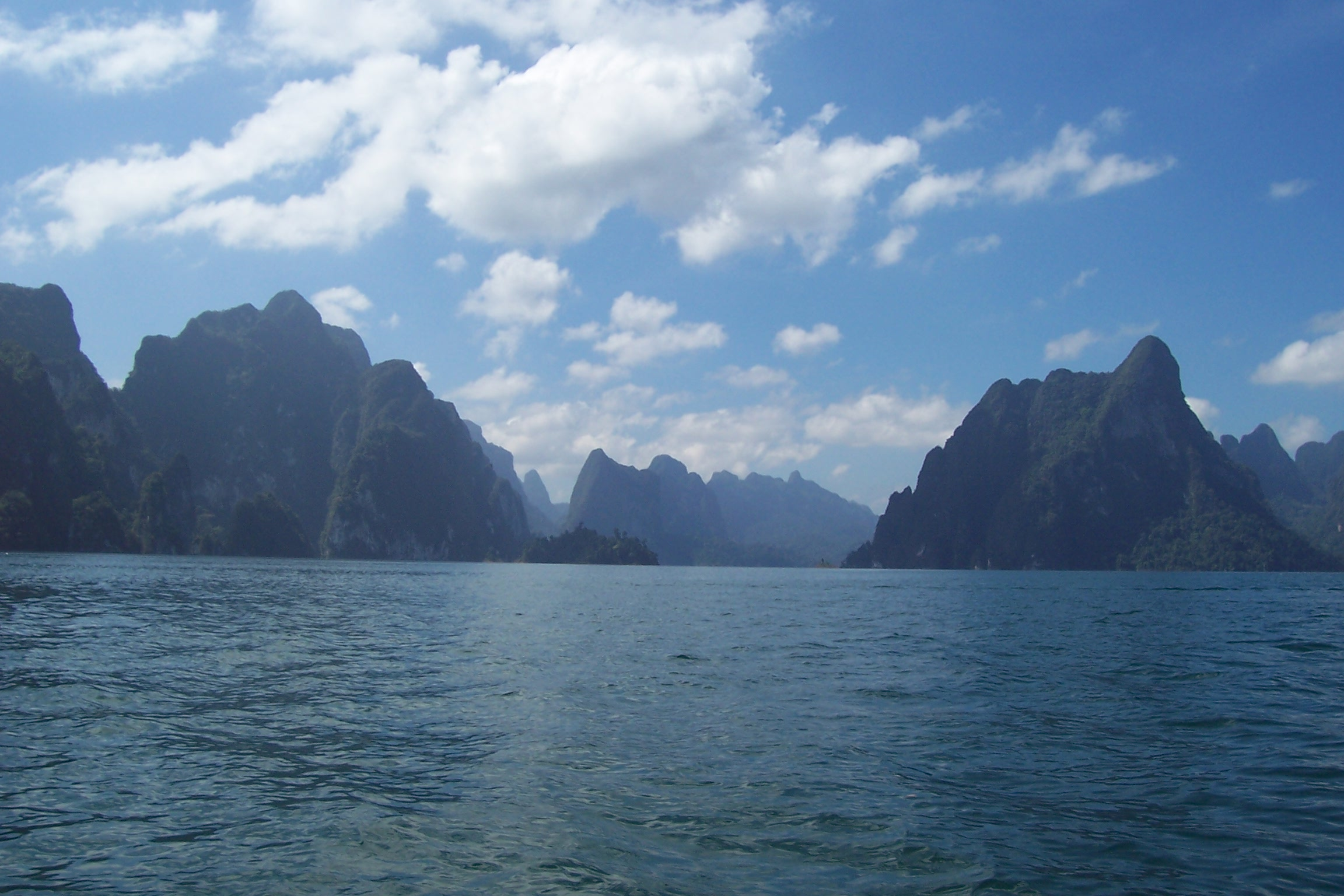
Khao Sok nationalpark

| Namn             | Provins                          | Yta (km²) | Etablerad |
| ---------------- | -------------------------------- | --------- | --------- |
| Khao Luang       | Nakhon Si Thammarat              | 570       |           |
| Khao Sok         | Surat Thani                      | 738,74    | 1980      |
| Khao Panom Benja | Krabi                            | 50,12     |           |
| Khao Pu-Khao Ya  | Phatthalung                      | 694       |           |
| Si Phang-nga     | Phang Nga                        | 246,08    |           |
| Namtok Yong      | Nakhon Si Thammarat              | 205       |           |
| Khao Nam Khang   | Songkhla                         | 212       |           |
| Kaeng Krung      | Surat Thani                      | 541       | 1990      |
| Tai Rom Yen      | Surat Thani                      | 425       | 1991      |
| Bang Lang        | Yala                             | 261       |           |
| Namtok Ngao      | Ranong, Chumphon                 | 668       |           |
| Budo-Sungai Padi | Narathiwat, Pattani, Yala        | 341       | 1974      |
| Namtok Si Khid   | Nakhon Si Thammarat, Surat Thani | 145       |           |
| Khlong Phanom    | Surat Thani                      | 410,40    | 2000      |
| Sirinat          | Phuket                           | 90        | 1981      |

## Marina parker

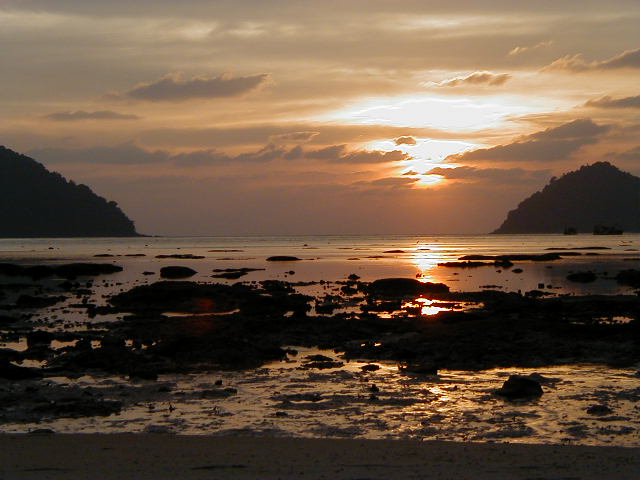
Mu Ko Surin National Marina nationalpark

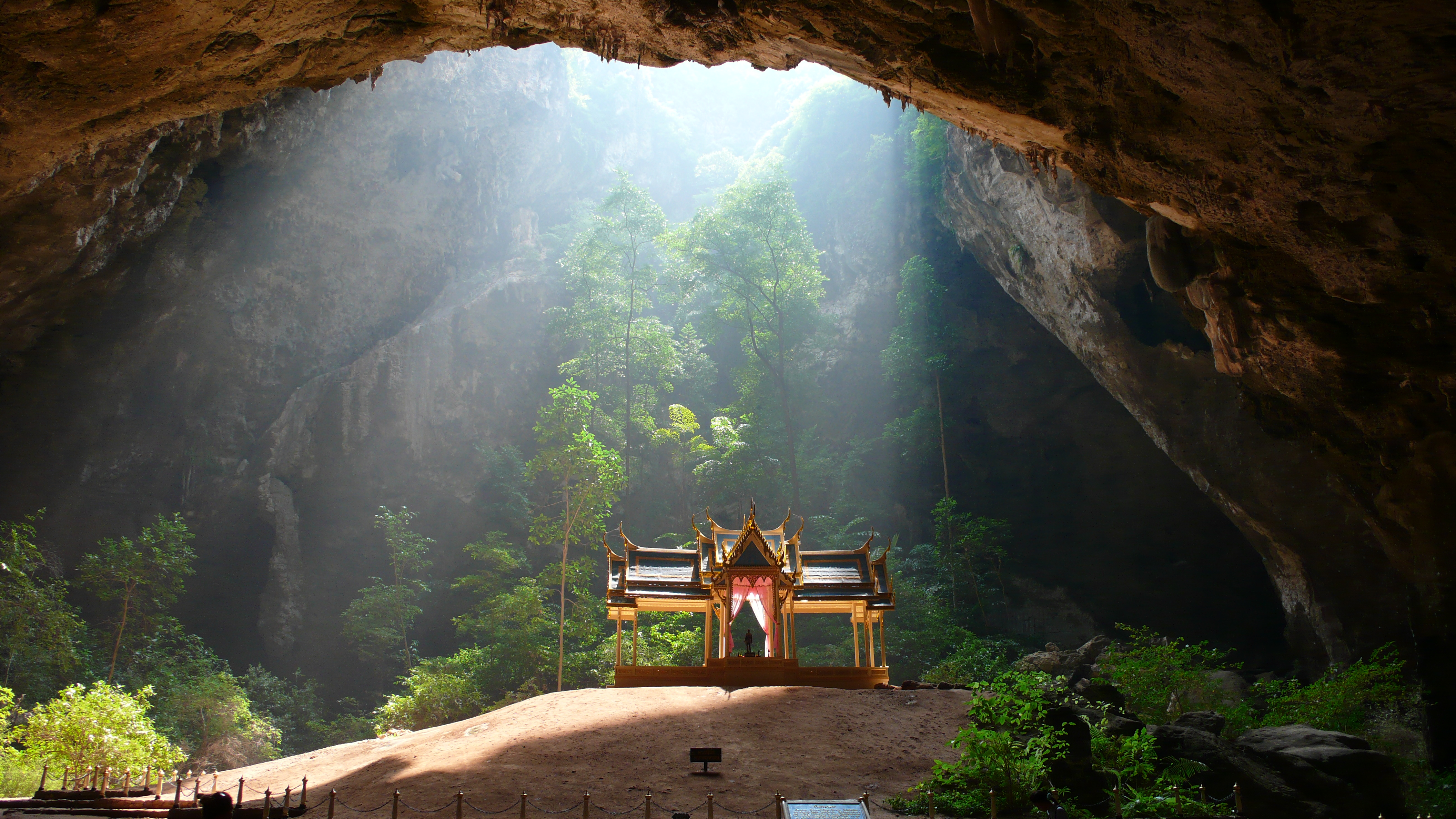
Khao Sam Roi Yot nationalpark

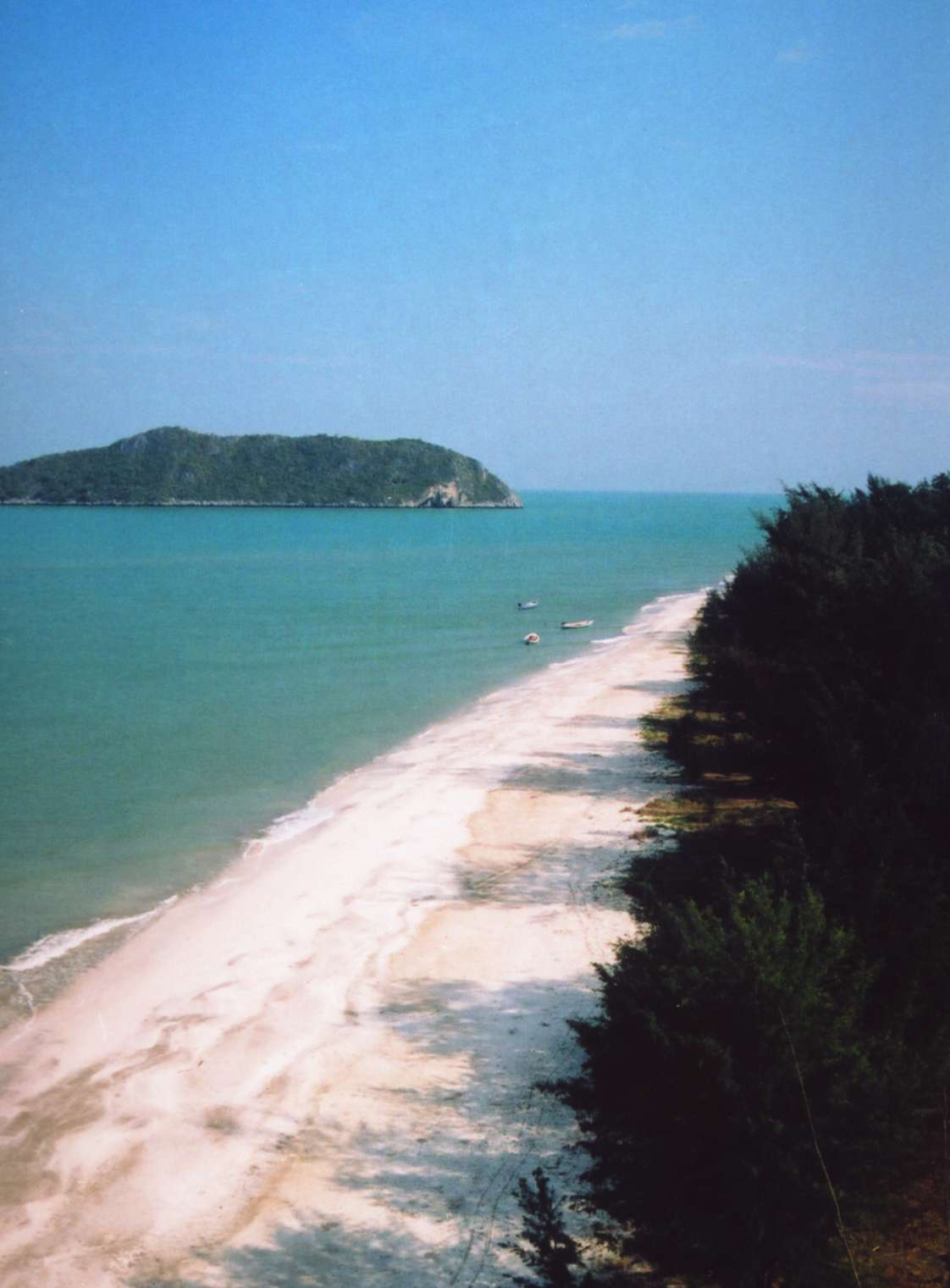
Khao Sam Roi Yot nationalpark

| Namn                                 | Provins             | Yta (km²) | Etablerad |
| ------------------------------------ | ------------------- | --------- | --------- |
| Khao Sam Roi Yot                     | Prachuap Khiri Khan | 98,08     | 1966      |
| Ao Phang Ngas nationalpark           | Phang Nga           | 400       | 1981      |
| Tarutaos marina nationalpark         | Satun               | 1 490,00  | 1976      |
| Thaleban                             | Satun               | 196.00    | 1980      |
| Mu Koh Ang Thong marina nationalpark | Surat Thani         | 102,00    | 1980      |
| Than Sadet-Ko Pha-Ngan               | Surat Thani         | 65,93     | 1983      |
| Mu Ko Surins nationalpark            | Phang Nga           | 135,00    | 1981      |
| Sirinath                             | Phuket              | 90,00     | 1981      |
| Khao Laem Ya-Mu Ko Samed             | Rayong              | 131,00    | 1981      |
| Had Chao Mai                         | Trang               | 230,87    | 1981      |
| Mu Ko Similan                        | Phang Nga           | 140,00    | 1982      |
| Mu Ko Chang                          | Trat                | 650,00    | 1982      |
| Laemson                              | Ranong              | 315,00    | 1983      |
| Had Nopparatthara-Mu Ko Phi Phi      | Krabi               | 387,90    | 1983      |
| Mu Ko Phetra                         | Trang, Satun        | 494,38    | 1984      |
| Khao Lam Pee-Had Thai Muang          | Phang Nga           | 72,00     | 1986      |
| Mu Ko Lantas nationalpark            | Krabi               | 134,00    | 1990      |
| Khao Lak-Lam Ru                      | Phang Nga           | 125,00    | 1991      |
| Had Vanakorn                         |                     | 38,00     | 1992      |
| Tarn Boke Koranee                    | Krabi               | 104,00    | 1998      |
| Mu Ko Chumpons nationalpark          | Chumphon            | 317,00    | 1999      |
| Lam Nam Kraburi                      | Ranong              | 160,00    | 1999      |